# آیزاک استرن
آیزاک استرن (اوکراینی: Ісаак Стерн؛ ۲۱ ژوئیهٔ ۱۹۲۰ – ۲۲ سپتامبر ۲۰۰۱) ویولن‌نواز و رهبر ارکستر اوکراینی‌تبار اهل ایالات متحده آمریکا بود.
وی برنده جوایزی همچون نشان افتخار آزادی رئیس‌جمهوری و جایزه موسیقی پولار شده‌است.